# Yvan Gallé
 (janvier 2023).
Yvan Gallé (L'Isle-Jourdain, 15 avril 1907 - Poitiers, 28 novembre 1975) est un artiste peintre français, également fresquiste, illustrateur et sculpteur. 

## Biographie
Né Yvon Clément Valentin Gallé à L'Isle-Jourdain (Vienne) le 15 avril 1907, il a été étudiant des Beaux-arts à Poitiers où il a vécu et travaillé jusqu'à sa mort le 28 novembre 1975. 
Engagé comme dessinateur publicitaire chez “Ariste” (185, Grand’rue à Poitiers), en 1934, il rachète cette agence alors en difficulté et la développe en y introduisant des moyens modernes de communication. Ensuite, il se consacre entièrement à son travail artistique. Il est surtout connu pour ses nombreuses natures mortes et peintures de fleurs, les “Dahlias” et les fameux “Zinnias” dans des pots de cuivre, ou les “Roses de Noël” ainsi que des paysages et des nus. Il est sociétaire des Artistes Français, et obtient une récompense à ce salon [Lequel ?].
Il est aussi connu pour ses fresques. En 1937, il est chargé de la décoration de la Salle Maritime du Pavillon Poitou, Aunis, Saintonge, Angoumois pour l'Exposition Internationale de Paris. Il réalise alors un panneau décoratif de 16 m2, inspiré des sites marins de la côte vendéenne et charentaise. 
De 1944 à 1950, il peint une grande partie des murs de sa maison rue des Carmélites, dont une importante fresque intitulée : La naissance de Vénus, réalisée en camaïeux de beige et de vert.
En 1950, l’Université de Poitiers lui confie la décoration du restaurant universitaire de la rue Roche d’Argent.  Il y réalise une fresque immortalisant la célèbre chasse au bitard des étudiants, inspirée des écrits de Rabelais. Ses décorations d’intérieur façon “fresques” sont souvent réalisées sur des thèmes régionaux (Mélusine, Charles-Martel, Jeanne d’Arc, les Cours d'Amour, thématiques moyenâgeuses, légendes). Ainsi dans les appartements privés du château de Vayres, il a peint une fresque dans la chambre où Jeanne d'Arc a dormi[réf. nécessaire].
Il n’a cessé de peindre que 4 ans avant sa mort alors qu’il souffrait de la maladie de Parkinson.